# 学艺
《学艺》，是一个中华民国、中华人民共和国时期的文学学术杂志。

## 概述
1917年4月，创刊于日本东京，文元模担任编辑，丙辰学社负责发行，“不分畛域，不拘党见，专以研究真理，昌明学术，交换知识为宗旨”；1920年9月迁上海，商务印书馆总代售，1923年改为“本社以研究真理，吕明学艺，交换知识，促进文化为宗旨”。1932年9月，改由周昌寿主编，中华学艺社发行。设撰著、译丛、评论、来件、通讯等专栏。1920年3月，由季刊改为月刊。1937年7月，因抗日战争爆发停刊。1947年1月，复刊。1948年12月停刊，次年5月复刊。1955年，转为水产知识月刊。1956年7月出版第20卷第1期为已知最后一期，终刊时间不详。